# Anders Gillner (entreprenör)
Anders Gillner, född 3 augusti 1944, är en svensk IT-entreprenör.
Efter att ha arbetat som biträdande psykolog bytte Anders Gillner bana i mitten på 1980-talet och började istället att arbeta på KTH:s internetavdelning KTHNoc. Hans position var som postmaster på postmaskinen KTH.se och uppdraget gick ut på att se till att dels det svenska universitetsnätverket Sunet och dels det nordiska, Nordunet, fungerade. Så småningom blev hans uppdrag även att sälja nätet internationellt.
Anders Gillner hade en central roll i spridandet av det mappbaserade nätverksprotokollet Gopher. Gopher lanserades något år innan world wide web och Gillner sålde in systemet till åtta svenska universitet. Efter kontakt med Gophers grundare Mark P. McCahill utsågs Gillner till Gophers europachef, en mäktig position på den tiden. Runt 1993 gick webben om Gopher i popularitet och med tiden hade systemet därmed spelat ut sin roll.
Efter tiden på Gopher fortsatte Gillner karriären på Skolverket och KK-stiftelsen och arbetade med att svenska elever skulle utöka sitt IT-kunnande.